# ブルゴーニュ戦争
ブルゴーニュ戦争（ブルゴーニュせんそう）は、15世紀にヴァロワ家の分枝のブルゴーニュ公と宗家のフランス王の間で戦われた一連の戦争。後にスイス盟約者団も巻き込まれたが、スイスはこの戦争で決定的な役割を演じることになった。1474年に開戦し、ブルゴーニュ公シャルル突進公はナンシーの戦いで戦死した。ブルゴーニュ公の本領とその他の公領はフランスに併合されたが、ネーデルラントとフランシュ＝コンテ（ブルゴーニュ自由伯領）はシャルルの娘マリーが相続し、最終的にはハプスブルク家の所領になった。

## 時代背景
ブルゴーニュ公国はハプスブルク家とフランス王国が支配を確立するまで、およそ100年以上にわたり繁栄し続けていた。公国は本拠地のフランシュ＝コンテとブルゴーニュ公領の他にフランドルやブラバント、ルクセンブルクといった経済力のある低地諸国を有していた。概してブルゴーニュ公は拡張政策を採り、特にアルザスとロレーヌの獲得に対して積極的で、地理的に南北に離れた領地を1つにしようと目論んでいた。百年戦争ではブルゴーニュ公はイングランド側についており、フランス王とは既に対立していた。シャルルのライン川沿いへの進出はハプスブルク家、特に神聖ローマ皇帝フリードリヒ3世との争いの原因になった。

## 対立
1469年に、チロル領主ジークムント大公はシャルル突進公と共にスイスの拡大を防ぐため、アルザスにある自分の領地を抵当としてブルゴーニュ公に譲渡した。しかしシャルルのライン川西岸との関係は、ジークムントが望んだようにスイスを攻撃する動機とはならなかった。シャルルはバーゼルやストラスブール、ミュルーズなどの都市に対抗して、通商の禁止を代官ペーター・フォン・ハーゲンバッハ（Peter von Hagenbach）に行なわせた。ハーゲンバッハは圧政を布いたため、ブルゴーニュに対する都市の住民の反感は強いものになり、都市はベルンに救援を求めた。シャルルの拡張戦略は1473年から1474年にかけて行なわれたケルン大司教に対する攻撃、ノイス包囲戦（Siege of Neuss）の失敗で初めて挫折した。
1474年、ジークムントはスイスとの和平を画策し、コンスタンツで後に「永久協定」（Ewige Richtung）と呼ばれる協定を結んだ。その一方で、ジークムントはシャルルに譲渡した領地を買い戻そうとしたが、これは拒絶された。同年4月30日、アルザスのブリザックで反ブルゴーニュ派に捕えられたハーゲンバッハが斬首刑に処された。アルザスやスイスの都市とジークムントは結束して「対ブルゴーニュ同盟」を結び、同年11月13日エリクールの戦い（Schlacht bei Héricourt）で勝利し、フランシュ＝コンテのジュラを征服した。翌1475年にはベルン軍がシャルルと同盟関係にあったサヴォイア公国のヴォー地方を征服して破壊した。ヴァレーでは1475年11月、プランタの戦い（Schlacht auf der Planta）で独立共和国ジーベン・ゼンデンが、ベルン軍や他の同盟国の助力によりサヴォイア人を低地ヴァレーから駆逐した。1476年3月、シャルルは報復のためにサヴォイアのピエール・ド・ロモンの領地グランソン（Grandson）へ進軍した。そこは同年1月にブルゴーニュ軍が攻略した際に投降したスイス兵を見せしめのために絞首刑にし、湖で溺死させた因縁の地だった。スイス同盟軍が数日後に同地に到着し、シャルルはグランソンの戦いで手痛い敗北を喫した。彼は戦場から逃げざるを得なくなり、大砲や多くの糧食や財宝を残して撤退した。新たに軍を再編成したが、シャルルは再びムルテンの戦い (en) でスイス軍に敗北した。1477年、シャルルはナンシーの戦いでロレーヌ公ルネ2世が率いるロレーヌ軍と彼に従うスイス兵と交戦し、戦死した。

## 戦争の影響

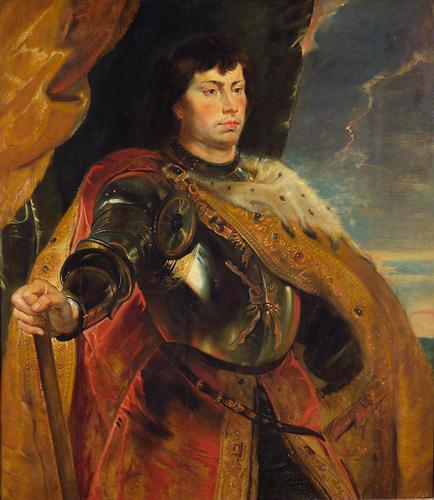
シャルル突進公。後世にルーベンスが描いたもの。

シャルルの死でブルゴーニュ公家（ヴァロワ＝ブルゴーニュ家）の男子は途絶えた。低地諸国は後の神聖ローマ皇帝マクシミリアン1世とシャルルの一人娘マリーとの結婚によりマリーの死後、ハプスブルク家領となった。ブルゴーニュ公領はルイ11世の治めるフランスに帰属した。フランシュ＝コンテもフランスに併合されたが、1493年のサンリスの和議でフランス王シャルル8世からマクシミリアン1世の息子フィリップ美公へ譲渡された。これは、シャルル8世のイタリア侵略に際して、マクシミリアン1世に中立の立場を保たせるための買収工作だった。
また、当時ヨーロッパ最強と謳われたブルゴーニュ軍に勝利したことで、スイス軍はほぼ無敵であるという名声を得た。ヨーロッパ各地で槍兵こそが用いるべき歩兵だと考えられるようになり、フランドルの槍兵とドイツ諸都市の歩兵がスイスを模範として改良され、フランス軍でさえスイスと国境を接する山間の谷から槍兵を採用しようとした。そしてスイス兵は15世紀末で第一級の傭兵と認識されるようになった。